# Jean Bernanos
Pour les articles homonymes, voir Bernanos (homonymie).
Jean Bernanos, alias Lassonde (né le 6 mars 1648 à Metz et mort le 13 juillet 1695  à Port-de-Paix) est un capitaine flibustier et un corsaire français.

## Biographie
Jean Bernanos naît à Metz le 6 mars 1648. Issu d’une famille modeste – son frère est curé à Varize – Bernanos s’engage très tôt dans les armées du Roi. Appelé par l’aventure, il part bientôt s’établir à Saint-Domingue dans les années 1670. Propriétaire d'une plantation de Petit-Goâve, dont il tire de trop maigres revenus, Bernanos s’adonne avec opportunisme à la flibuste. Il devient rapidement capitaine flibustier d’un petit bâtiment, puis corsaire pour le roi de France.
Mandaté par le gouverneur de Saint-Domingue Jacques Neveu de Pouancey, Bernanos participe notamment à l'expédition contre Curaçao en 1677. En 1679, il se distingue aussi dans l'archipel de San Blas, où il assiège la cité panaméenne de Chepo. Mais les Espagnols le forcent finalement à lever l’ancre. Bernanos se joint ensuite en février 1680 à une flottille anglaise commandée par John Coxon, pour piller la ville de Puerto Belo. En mars 1684, Jean Bernanos appareille de nouveau pour le Venezuela, où il pille Santo Tomé, la principale place espagnole sur l'Orénoque.
Sur ordre du gouverneur Pierre-Paul Tarin de Cussy, Bernanos arraisonne, en octobre 1687, un navire revenant de Guinée, et en prend le commandement en guise de dédommagement. Pendant la guerre de la Ligue d'Augsbourg, le capitaine Bernanos part en course contre les navires britanniques. Ayant reçu une nouvelle lettre de marque l’année suivante, Bernanos prend le large en direction de Santiago de Cuba,  faisant quelques prises britanniques sur cette route maritime fréquentée. En 1692, il s’attaque à des possessions britanniques à la Jamaïque. Nommé Major pour le roi à Port-de-Paix en 1693, il repart enfin piller les possessions britanniques de la Jamaïque en 1694, sur ordre de Jean-Baptiste du Casse, gouverneur de Saint-Domingue.
Le 13 juillet 1695, Jean Bernanos meurt au combat, au cours d’une expédition militaire lancée par les troupes anglo-espagnoles sur Saint-Domingue.
Un parent de Jean Bernanos, Claude Bernanos, deviendra aussi capitaine flibustier, à Saint-Domingue, au début du XVIIIe siècle.
L'écrivain Georges Bernanos (1888-1948) était persuadé d'être un descendant du flibustier ce dont il  était très fier.

### Sources et bibliographie
- Médéric Louis Élie Moreau de Saint-Méry, Description topographique, physique, civile, politique et historique de la partie française de l’isle Saint-Domingue, Philadelphie, Paris, Hambourg, 1797-1798.